# Guilheiro
Guilheiro is een plaats (freguesia) in de Portugese gemeente Trancoso en telt 242 inwoners (2001).